# 간자커우역
간자커우역(중국어: 甘家口站)은 중국 베이징시 하이뎬구 간자커우 가도(甘家口街道)와 시청구 전람로 가도(展览路街道) 교차점에 위치한 베이징 지하철 16호선의 지하철역이다.
2022년 5월 4일, 역 근처 집단 감염으로 인해 간자커우역이 일시적으로 폐쇄되었고 열차는 5월 11일에 정차 없이 운행을 재개했다.

## 역 구조

### 층별 구조

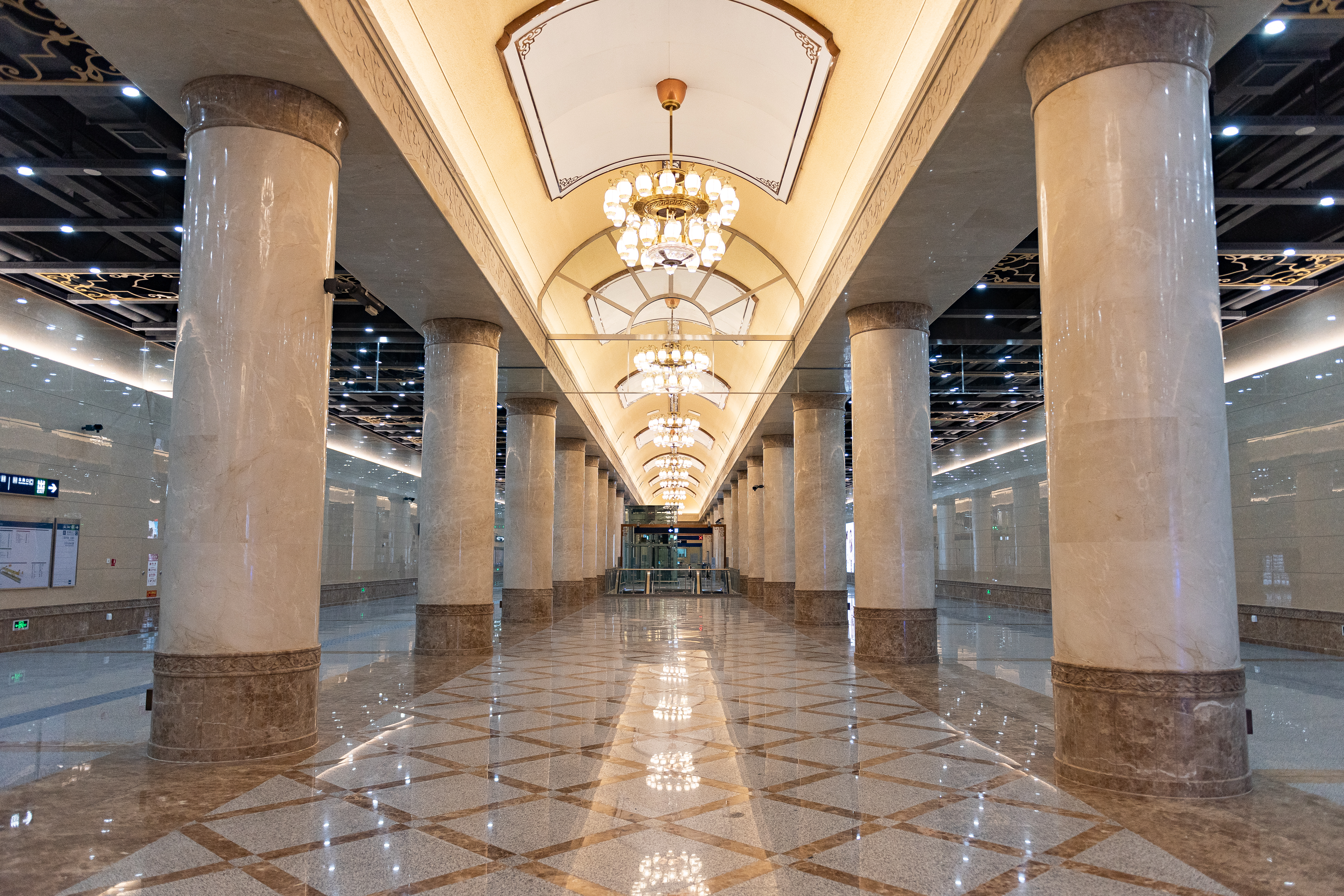
역 로비 (2020년 12월 촬영)

16호선 간자커우역은 지하 2층으로 이루어진 1면 2선 섬식 승강장의 역으로, 역 전체 길이는 273.9m, 전체 폭은 23.2m이다. 대합실 층은 3호선 환승 공간으로 사용될 것이다. 16호선 역은 "싼리강의 추색(三里河秋色)"을 디자인 테마로 삼고 은행나무를 대표 디자인 요소로 채택하였으며, 대합실에서 승강장까지 에스컬레이터 옆 유리에는 은행나무 문양이 인쇄되어 있다.
| 지면            | 출입구                          | A－C출입구                                       |
| 지하 1층        | 대합실                          | 매표 서비스, 역 출입구, 예정된 ■ 3호선 환승 공간 |
| 지하 2층 승강장 | ←                               | ■ 16호선 베이안허 방면 (얼리거우)                |
| 지하 2층 승강장 | 섬식 승강장, 왼쪽 출입문이 열림 |                                                  |
| 지하 2층 승강장 | →                               | ■ 16호선 완핑청 방면 (위위안탄둥먼)              |

### 승강장

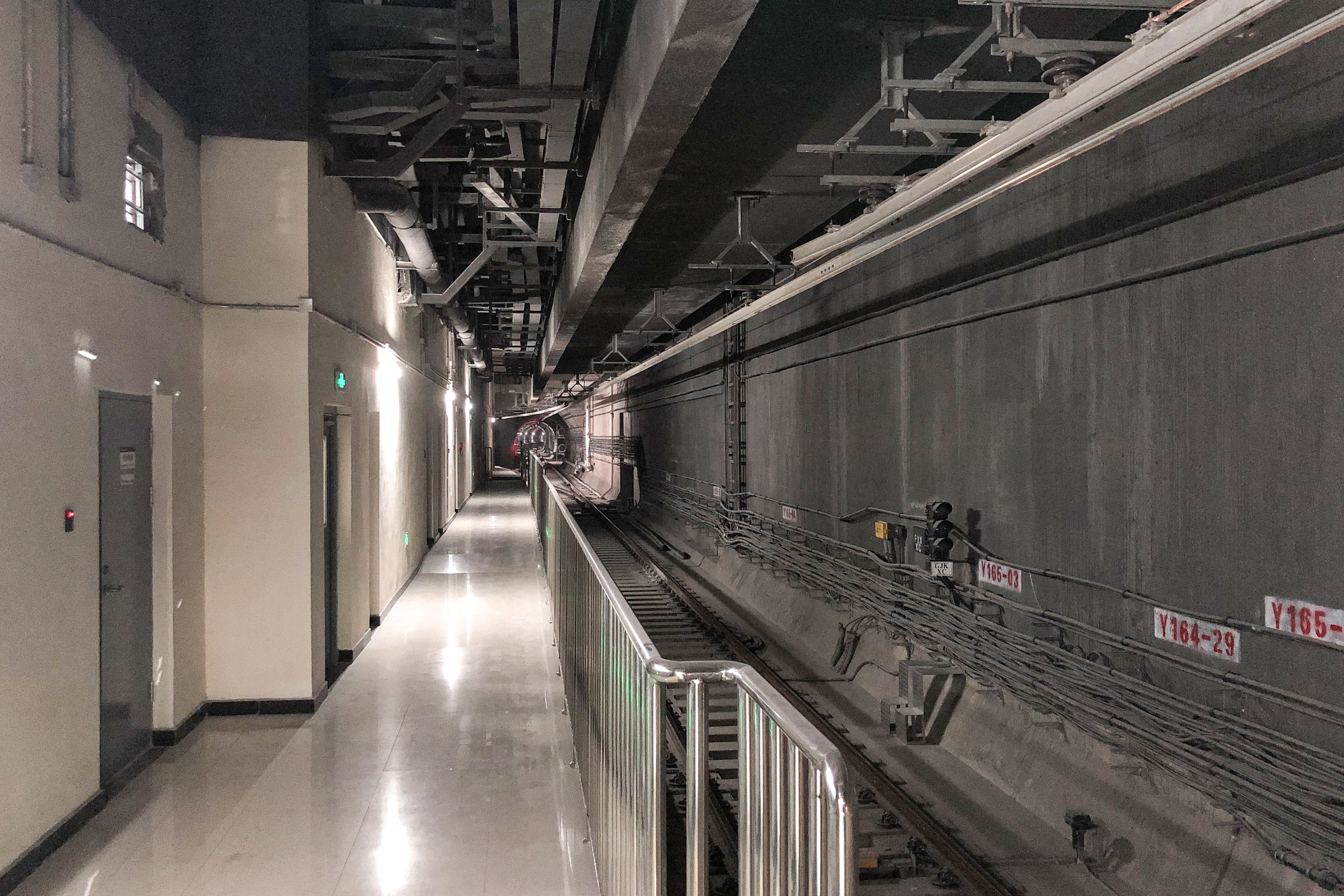
승강장 남쪽 끝 간위 구간 시작점에서 주차선으로 이어지는 유치선을 조망한 모습(2021년 1월 촬영 사진)

16호선 간자커우역에는 싼리허로(三里河路) 아래에 섬식 승강장이 있다. 승강장은 대합실로 이어지는 두 개의 직선형 엘리베이터가 존재한다. 이 역 승강장 남쪽 끝에 유치선이 있고, 2022년 12월 31일까지 16호선 중간 구간의 시·종착역으로 사용되다가 16호선 남부 구간이 개통되어 중간역이 되었다.

## 출구
16호선 간자커우역은 간자커우 교차로 북서쪽, 북동쪽, 남동쪽 모퉁이에 출입구가 있지만, 댜오위타이 국빈관과 은행나무 가로수길인 관계로 남서쪽 모퉁이에는 남서쪽 출입구가 존재하지 않는다.
|                         |                    | |      |           |
| 출구                    | 지시               | 목적지 | 사진 | 편의 시설 |
| 出口 · A                | 싼리허로(三里河路) | 싼리허로(三里河路) 서측, 베이징 실험학교 초등학교(北京实验学校小学), 간자커우 빌딩(甘家口大厦), 하이뎬구 청소년 과학기술 활동 센터(海淀区青少年科技活动中心)                                                       |      |           |
| 出口 · B                | 싼리허로(三里河路) | 싼리허로(三里河路) 동측, 전람로 어린이궁전(展览路少年宫), 베이징 제8중학교 바이완좡 캠퍼스(北京八中百万庄校区), 베이징중국어문화대학(北京华文学院), 중국지질과학원(中国地质科学院), 중국지질조사국(中国地质调查局) |      | 빈칸      |
| 出口 · C                | 싼리허로(三里河路) | 싼리허로(三里河路) 동측, 설립자 증권 빌딩(方正证券大厦) |      |           |
| 아이콘 설명: 엘리베이터 |                    | |      |           |

## 역사
이 역은 2011년 승인된 16호선 초기 계획에서 후와이다제역(중국어: 阜外大街站)으로 명명되었고, 2013년에 간자커우역으로 변경되었다. 동년 12월 착공하여 2016년 9월 역사 주요 구조물 공사가 완료되었다.
2020년 7월 15일, 16호선 시위안역에서 이 역까지 장거리 철도가 완공되었고, 동년 12월 31일에는 16호선 중간 구간이 개통하여 영업을 개시하였다.